# María Fernanda Ladrón de Guevara
María Fernanda Ladrón de Guevara y Trápaga (Madrid, 30. svibnja 1897. – Madrid, 25. travnja 1974.) bila je španjolska glumica.

## Filmografija
- Hasta después de muerta
- La mujer X — Jaquelina
- El embrujo de Sevilla
- Cheri-Bibi — Cecilia
- El proceso de Mary Dugan — Mary Dugan
- Niebla
- El hombre que se reía del amor
- Odio
- Rosas de otoño
- Sabela de Cambados — Sabela
- Música de ayer
- Miss Cuplé — Stella Marco
- La fiel infantería — Doña Julia
- Alfonso XII y María Cristina: ¿Dónde vas triste de ti?
- Un ángel tuvo la culpa
- Altas variedades — Doña Mercedes
- Mi hijo y yo
- La mujer perdida
- Encrucijada para una monja
- Me enveneno de azules — María
- El bosque del lobo — Gabriela
- Cuentos y leyendas

## Obitelj
María Fernanda Ladrón de Guevara je bila supruga Rafaela Rivellesa i Pedra Larrañage. Kći koju je rodila Rivellesu bila je María Amparo Rivelles y Ladrón de Guevara; sin Maríje i Pedra bio je Carlos Larrañaga. 